# Вотикова, Барбора
Барбора Вотикова (чеш. Barbora Votíková; род. 13 сентября 1996[…], Пльзень) — чешская футболистка, вратарь пражской «Славии» и национальной сборной Чехии. Также является ютубером.

## Клубная карьера
Родившись в Пласи, Вотикова начала свою юношескую карьеру в местном клубе «Сокол», в возрасте 8 лет, где она играла с мальчиками. Позже она перешла в молодёжную академию пльзеньской «Виктории». В 2013 году в возрасте 17 лет она начала играть за основную команду клуба.
В 2014 году Вотикова присоединилась к пражской «Славии», с которой впервые сыграла в Лиге чемпионов. В сезоне 2017/2018 она помогла своему клубу дойти до четвертьфинала Лиги чемпионов.
25 августа 2021 года французский клуб «Пари Сен-Жермен» подписал с Вотиковой двухлетний контракт.
В апреле 2022 года Вотикова получила разрыв передней крестообразной связки правого колена и не играла до конца сезона. В феврале 2023 года она вернулась после травмы, сыграв товарищеский матч против «Парижа».
8 июня 2023 года «Пари Сен-Жермен» объявил, что Вотикова покидает клуб в связи с истечением срока её контракта.
17 августа 2023 года Вотикова подписала двухлетний контракт с английским клубом «Тоттенхэм Хотспур». Она впервые вышла в стартовом составе в национальном чемпионате в Северолондонском дерби против «Арсенала» 16 декабря 2023 года, сохранив ворота сухими и получив награду лучшего игрока матча.
15 августа 2024 года Вотикова вернулась в Чехию и подписала трехлетний контракт с пражской «Славией».

## Карьера за сборную
Вотикова на различных юниорских уровнях сборной Чехии. Она выступала за сборную (до 19 лет) на квалификационном этапах чемпионатов Европ 2014 и 2015 годов. Она дебютировала за национальную сборную 28 октября 2014 года, заменив Радку Беднаржикову в перерыве матча против Польши (1:1).

## Вне футбола
Вотикова запустила свой канал на YouTube 12 апреля 2015 года. В 2021 году журнал Forbes поставил её на шестое место в рейтинге самых высокооплачиваемых пользователей YouTube из Чехии. Она также снялась в чешских фильмах, таких как «Pepa» (2018) и «Cena za štěstí» (2019). Вотикова также владеет модной компанией Barbes вместе со своей бывшей девушкой, игроком в покер Барборой Млейнковой.

## Личная жизнь
В 2019 году была опубликована книга под названием Bára Votíková: Trochu jinak (дословно «Бара Вотикова: немного другая»), написанная ею самой. В книге она открыто заявила, что является лесбиянкой.

## Статистика за сборную
| Сборная | Год  | Матчи | Голы |
| ------- | ---- | ----- | ---- |
| Чехия   | 2014 | 1     | 0    |
| Чехия   | 2015 | 0     | 0    |
| Чехия   | 2016 | 3     | 0    |
| Чехия   | 2017 | 5     | 0    |
| Чехия   | 2018 | 7     | 0    |
| Чехия   | 2019 | 5     | 0    |
| Чехия   | 2020 | 5     | 0    |
| Чехия   | 2021 | 7     | 0    |
| Чехия   | 2022 | 3     | 0    |
| Чехия   | 2023 | 1     | 0    |
| Итог    | Итог | 37    | 0    |

## Достижения

### «Славия»
- Чемпионка Чехии[англ.]: 2014/2015, 2015/2016, 2016/2017, 2019/2020
- Обладательница Кубка Чехии[англ.]: 2015/16

### «Пари Сен-Жермен»
- Обладательница Кубка Франции: 2021/22[23]